# وستلند (میشیگان)
وستلند، میشیگان (به انگلیسی: Westland, Michigan) یک شهر در ایالات متحده آمریکا با جمعیت ۸۴٬۰۹۴ نفر است که در میشیگان واقع شده‌است.